# Comuna Andrievo-Ivanivka, Berezivka
Andrievo-Ivanivka (în ucraineană Андрієво-Іванівка) este o comună în raionul Berezivka, regiunea Odesa, Ucraina, formată din satele Andrievo-Ivanivka (reședința) și Dobrîdnivka.

## Demografie
Componența lingvistică a comunei Andrievo-Ivanivka
     Ucraineană (95,67%)
     Rusă (2,06%)
     Română (1,78%)
     Alte limbi (0,22%)
Conform recensământului din 2001, majoritatea populației comunei Andrievo-Ivanivka era vorbitoare de ucraineană (95,67%), existând în minoritate și vorbitori de rusă (2,06%) și română (1,78%).